# Ultima Tower
Az Ultima Tower hipotetikus szupermagas felhőkarcoló, amelyet Eugene Tsui kínai-amerikai építész tervezett meg 1991-ben. 3217 méter (10 554 láb, vagyis majdnem pontosan két mérföld) magas és 500 emeletes lenne, ha megépülne.

## Néhány számbeli adat
A tervezett torony alapjának átmérője körülbelül 1800 m (6000 láb), emeleteinek összes belső alapterülete 140 000 000 négyzetméter (1 500 000 000 négyzetláb) lenne. Tsui javaslata szerint a torony 1 millió embernek adna otthont, és felépítésének költsége körülbelül 150 milliárd amerikai dollár lenne.

### Magyar oldalak
- Kétmérföldes megatorony, mint ökoház